# Poniec
Poniec (niem. Punitz) – miasto w woj. wielkopolskim, w powiecie gostyńskim, siedziba gminy miejsko-wiejskiej Poniec. W latach 1975–1998 miasto administracyjnie należało do woj. leszczyńskiego. Od nazwy miasta pochodzi rodzina Ponieckich herbu Ostoja.
Według danych z 2014 r. miasto liczyło 2873 mieszkańców.

## Położenie

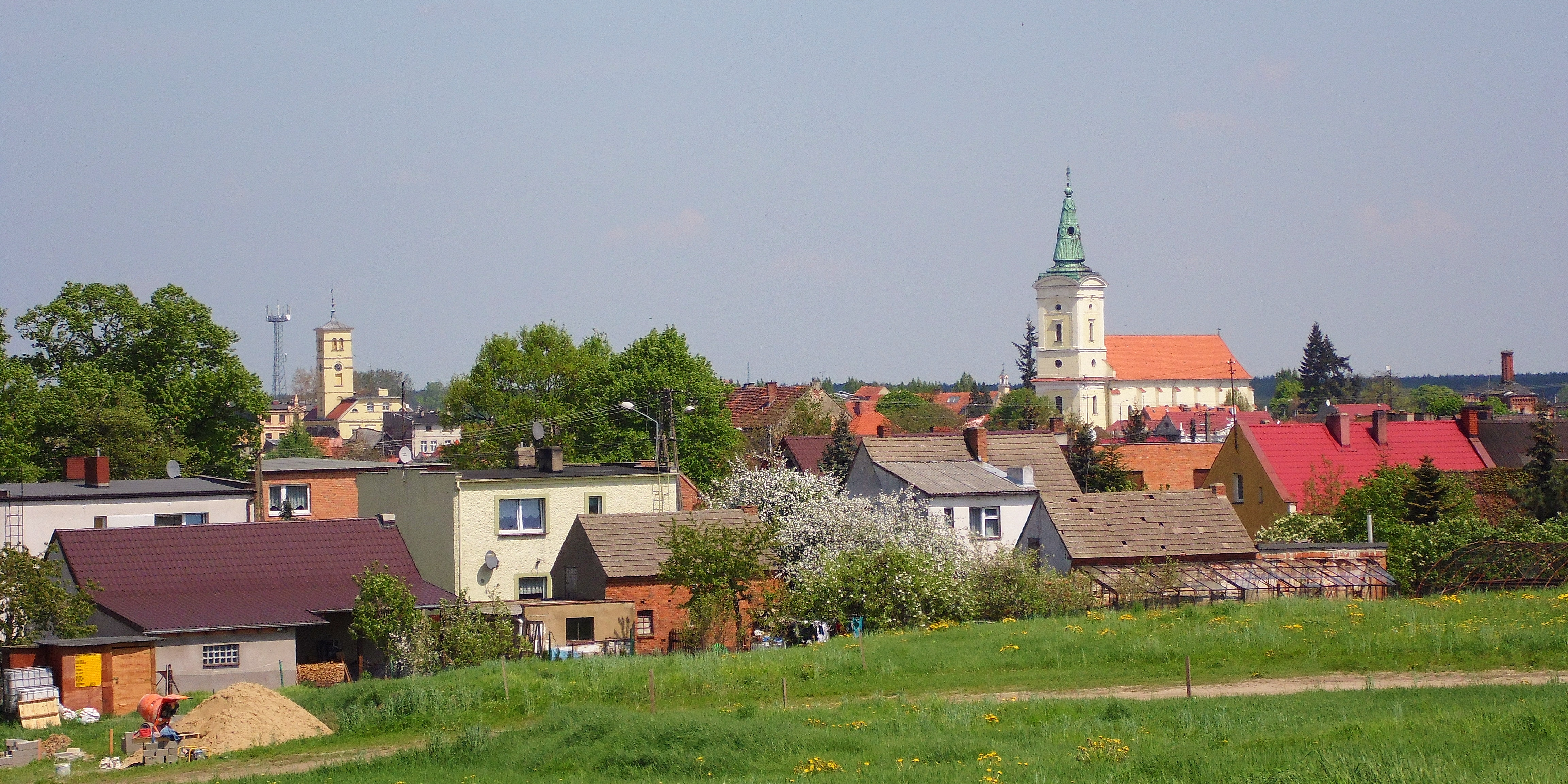
Poniec - panorama

Poniec leży w południowej części województwa wielkopolskiego w powiecie gostyńskim, 9 km od Rydzyny i 9 km od Bojanowa oraz 20 km od Gostynia.
Miejscowość znajduje się 7 km na północny wschód od drogi ekspresowej nr 5, przy linii kolejowej Leszno – Poniec – Krotoszyn – Ostrów Wielkopolski.
Przez północną część miejscowości przepływa Kopanica (Rów Polski), dopływ Baryczy, od zachodu uchodząca do Kopanicy Ponica.

## Gospodarka
W Poniecu zarejestrowanych jest ponad 400 podmiotów gospodarczych. Rozwinął się tutaj drobny przemysł.
W mieście istnieją punkty usługowo-handlowe obsługujące teren Miasta i Gminy, istnieje siedziba Banku Spółdzielczego który posiada oddziały w Osiecznej i Bojanowie.

## Historia

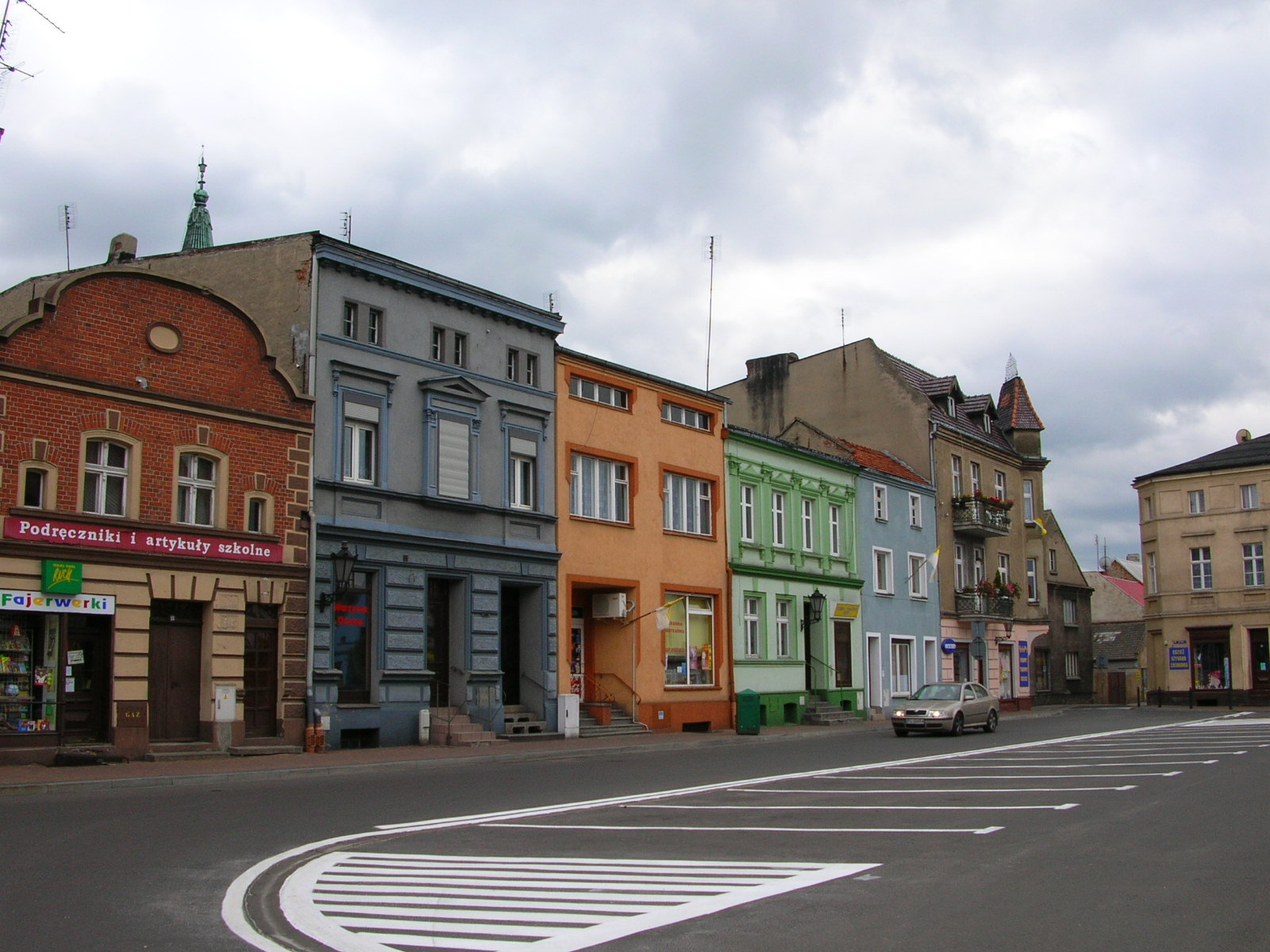
Rynek w Poniecu

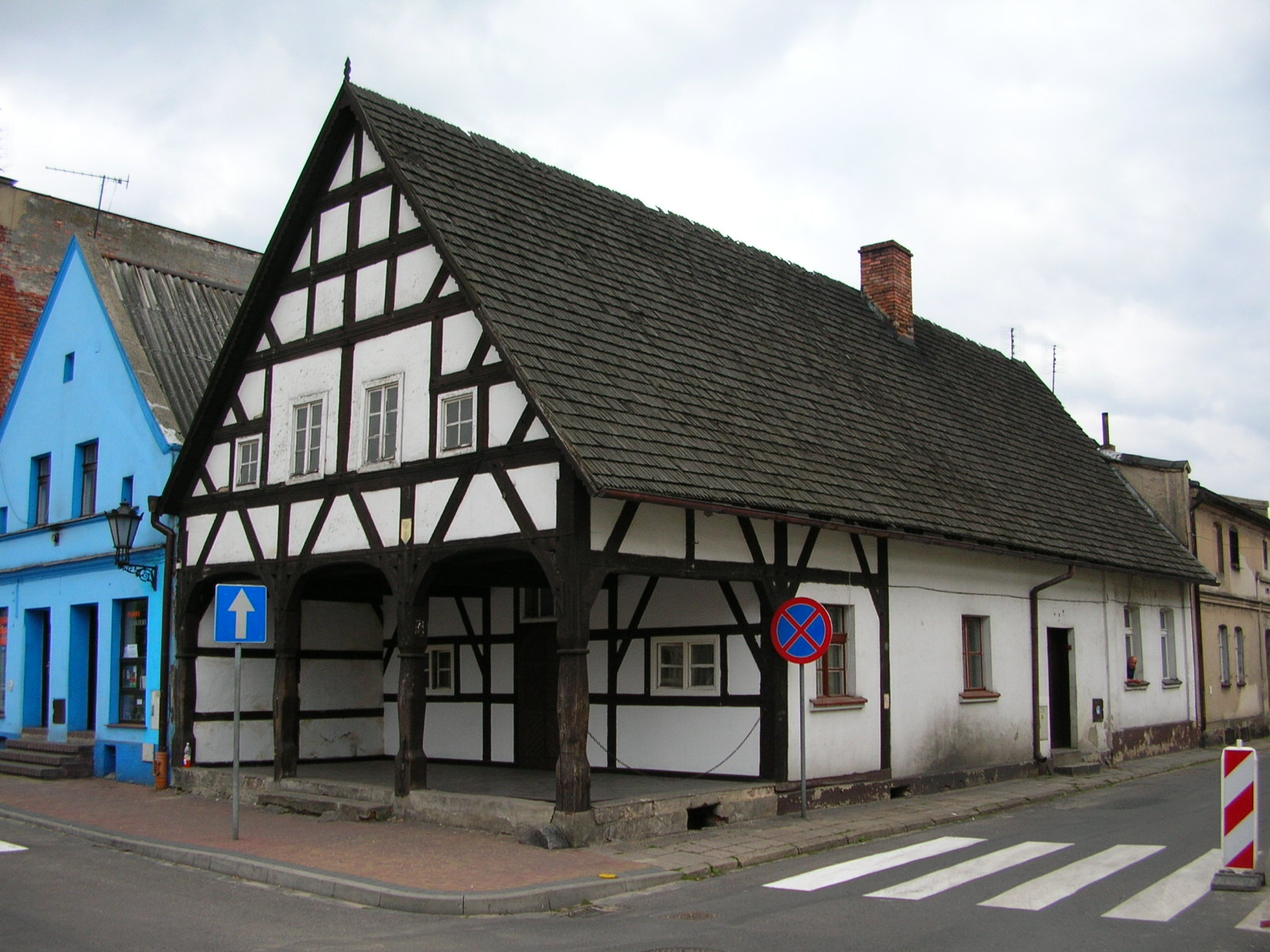
Zabytkowy dom podcieniowy na ponieckim rynku

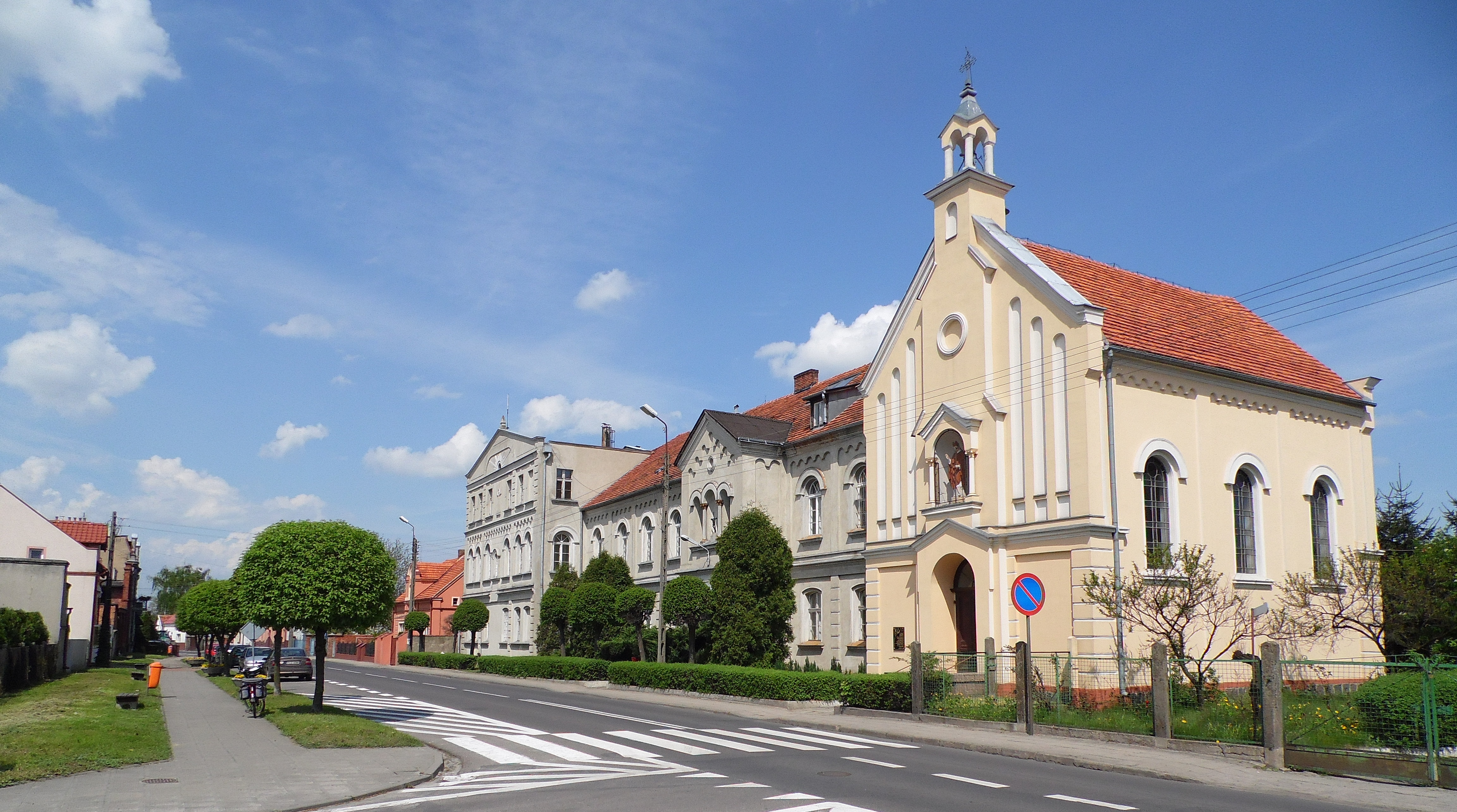
Zespół dawnego szpitala Zgromadzenia Sióstr Miłosierdzia w Poniecu (szpital z kaplicą z 1888 i dom sióstr z 1896 roku)

Miejscowość pierwotnie związana była z Wielkopolską oraz przejściowo z Dolnym Śląskiem. Istnieje co najmniej od drugiej połowy XIII wieku. Po raz pierwszy wymieniana w archiwalnym, łacińskojęzycznym dokumencie z 1271 pod nazwą  Ponez, 1278 Porece, 1309 (zachowana kopia z 1498) Ponyecz, 1309 (zachowana kopia 1609) Ponecz, 1312 (kopia 1412) Ponicz, 1370 (kopia 1609) Poniecz, 1388 Ponecz, 1391 Ponitz, Ponicz, 1397 Ponec, rękopisy XIV-XV wieku Ponez, Ponicz, 1440 Puniecz, 1443 Ponetcz, Ponetz, 1478 Ponyecze.
Początki osadnictwa na tym terenie są jednak wcześniejsze niż archiwalne, historyczne zapisy i sięgają X wieku, kiedy to w miejscu obecnego Ponieca w bagnistej dolinie znajdował się gród opolny (jego śladem jest owalny pagórek poza miastem). Na początku XII, w 1108 istniejącą już wtedy osadę Bolesław Krzywousty nadał rycerzowi pochodzącemu z bogatego rodu Awdańców. Od XIII przez ponad dwa wieki właścicielami Ponieca byli Wysogotowie, a następnie ród Wesenborgów, Ponieckich i Pampowskich.
Miejscowość powstała na prawie polskim. Przed 1309 Henryk III głogowski ustanowił Poniec siedzibą okręgu, które znacznie podniosło jego rangę. Od tego roku miejscowość była także siedzibą własnej parafii. W 1310 roku otrzymała prawa miejskie, nadane przez Henryka IV głogowskiego. W latach 1310–1312 Poniec był siedzibą dystryktu prowincjonalnego Poniec.
W 1383 Konrad III Stary (książę oleśnicki) ze swoim wojskiem oblegał miasto, zniszczeniu uległa wówczas duża część zabudowy i zamek (ruiny rozebrano dopiero w XIX wieku). Wkrótce jednak, wobec wieści o nadciąganiu odsieczy pod wodzą starosty generalnego Wielkopolski, Pielgrzyma z Węgleszyna, jego wojska opuściły zamek, uprzednio go podpaliwszy, jednak Pielgrzym odbudował spalony obiekt.
Miasto znajdowało się przy granicy Korony Królestwa Polskiego i księstwa głogowskiego na ważnym trakcie handlowym biegnącym z Wrocławia do Poznania. W XIV na podgrodziu starej osady rozwinął się nowy prężny organizm osadniczy o charakterze targowym. W mieście znajdował się także punkt celny. W 1398 król polski Władysław Jagiełło nakazał, by kupcy z miast wielkopolskich jadący do Wrocławia używali starej drogi z czasów Kazimierza Wielkiego biegnącej przez Śrem i Poniec. W Śremie płacili oni cło po 4 denary od każdego konia, w Poniecu zaś 9 denarów.
W pierwszej ćwierci XV wieku właścicielem Ponieca był Bartosz z Sokołowa, w wyniku jego starań król Władysław Jagiełło zmienił w 1424 prawa lokacyjne z prawa polskiego na magdeburskie. W tym roku Poniec należał do powiatu kościańskiego Korony Królestwa Polskiego. W październiku 1454 Grzegorz z Ponieca został starostą człuchowskim, zaś w maju 1458 r. został starostą malborskim, uczestnicząc następnie z załogą zamkową w długotrwałych walkach o miasto. Gdy w 1458 organizowano wyprawę przeciwko Krzyżakom, wówczas Poniec wystawił ze swoich funduszy ośmiu piechurów. Dwa lata później z rąk Kazimierza Jagiellończyka miasto otrzymało przywilej organizowania jarmarków dwa razy w roku. W 1493 miał miejsce trwający osiemnaście tygodni zajazd starosty wschowskiego Wojciecha Górskiego, najeźdźca ściągał wówczas z mieszczan czynsz za młyn, cło i opłaty targowe, ogół poniesionych strat wynosił 70 grzywien. Od 1504 w mieście odbywał się co tydzień targ koński, a miasto przeżywało niebywały rozkwit, spis z 1580 wymieniał sześćdziesięciu trzech polskich rzemieślników. W tym okresie zwiększał się wpływ braci czeskich, którzy już od 1571 byli w posiadaniu kościoła parafialnego, dopiero w 1606 został on odkupiony przez mieszczan. Braciom czeskim miasto prawdopodobnie zawdzięcza rozwój tkactwa i włókiennictwa, w 1634 w Poniecu działało czternastu sukienników. W 1656 wojska szwedzkie spaliły kościół, 8 listopada 1704 pod Poniecem miała miejsce bitwa wojsk saskich ze Szwedami. W tym okresie miasto podlegało pod powiat sądowy z siedzibą w Kościanie.

### Zabory Polski
W wyniku II rozbioru Rzeczypospolitej w 1793, miejscowość przeszła w posiadanie Prus i jak cała Wielkopolska znalazła się w zaborze pruskim. Kiedy Poniec przechodził pod panowanie pruskie, liczył 1436 mieszkańców, miał 254 domostwa, ulice były wybrukowane, a większość Ponieczan trudniła się rzemiosłem. Pracowało tu 26 warsztatów tkackich, żyło 23 obuwników, 18 płócienników, 16 rzeźników, 10 kołodziejów, 9 krawców, 4 sukienników. Wiadomo też, że w 44 domach warzono piwo, a w Poniecu i najbliższej okolicy pracowało 31 wiatraków i jedna olejarnia. Po przejściu pod panowanie Prus miasto zaczęli opuszczać Polacy, w 1800 liczba mieszkańców zmalała do 1203.
W 1806 w Wielkopolsce wybuchło powstanie wielkopolskie wymierzone przeciw pruskiemu zaborcy. Po zwycięstwie powstańców miejscowość znalazła się w granicach Księstwa Warszawskiego i w 1807 miasto włączono ją do powiatu krobskiego. Liczba mieszkańców zaczęła powoli rosnąć, spis z 1810 wymienia 1429 mieszczan i 262 domostwa. Wkrótce jednak Księstwo Warszawskie zostało ponownie zlikwidowane przez zaborców i od 1815 miasto znalazło się w zaborze pruskim w granicach Wielkiego Księstwa Poznańskiego. Gospodarczo miasto utrzymało charakter rzemieślniczy. W Poniecu mieszkali płóciennicy, młynarze obsługujący 30 wiatraków, stolarze, krochmalnicy, warzelnicy i gorzelnicy, w okolicy funkcjonowało rolnictwo wysokotowarowe i hodowla bydła. Od początku XIX odbywały się cztery jarmarki. 1836 wprowadzono nową ordynację miejską. Od 1880 działała tu kasa pożyczkowa, później przekształcona w bank ludowy. W 1889 uruchomiono przez Poniec linię kolejową z Leszna do Ostrowa Wlkp. przez Krotoszyn. Na początku XX działała tu mleczarnia, cegielnia i młyn parowy.

### II RP
W 1919 po wybuchu powstania wielkopolskiego w Poniecu powstał oddział ochotniczy, który walczył w okolicy. W 1907 miasto zostało zgazyfikowane, a w 1921 uzyskało łączność telekomunikacyjną. Spis z 1921 wymienia 386 domów i 2471 mieszkańców, których liczba wzrosła do 2858 w 1939.
W momencie wybuchu II wojny światowej w Poniecu działał tartak, cegielnia i mleczarnia, a zadaniem miasta była obsługa rolniczej okolicy pod względem handlowym, rzemieślniczym i administracyjnym. 21 października 1939 w ramach Operacji Tannenberg Niemcy zamordowali trzech wytypowanych wcześniej mieszkańców. Lata wojny to czas wysiedlania polskiej ludności do Generalnego Gubernatorstwa i eksterminacji ludności polskiej, w Poniecu miały miejsce egzekucje osób podejrzewanych o działalność antyhitlerowską.
W nocy z 27 na 28 stycznia 1945 do miasta wkroczyły oddziały 3 Armii Gwardii 1 Frontu Białoruskiego i zajęły miasto.
Po 1945 w Poniecu działała cegielnia, tartak, mleczarnia, młyn, gazownia oraz huta szkła (obecnie Huta Szkła Gloss).
W latach 1954-1972 miasto było siedzibą, choć do niej nie należało, gromady Poniec.

### Struktura płci i wieku

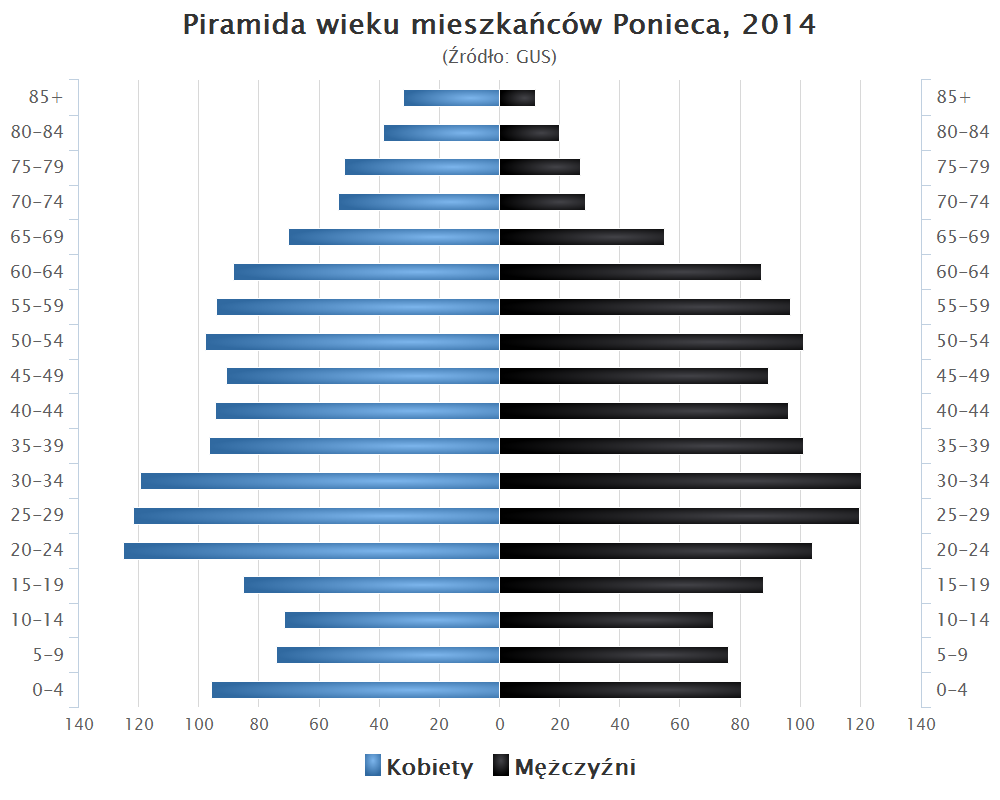
Piramida wieku mieszkańców Ponieca w 2014 roku

## Demografia

### Liczba mieszkańców
- 1793 – 1436
- 1800 – 1203
- 1810 – 1429
- 1816 – 1350
- 1861 – 1958
- 1912 – 2817
- 1921 – 2471
- 1939 – 2858
- 1946 – 2342
- 1961 – 2709
- 2010 – 2846

## Sport
- Sportowy Klub Taekwon-do TIGER (taekwon-do ITF i kickboxing). Sekcja klubu działa od 2009 roku, trenerem jest boosabum Krzysztof Bednarz III DAN[12]
- zespół taneczny Natia Poniec przy GCK w Poniecu także klub PKS Piast Poniec

## Zabytki
- założenie urbanistyczne miasta[13].

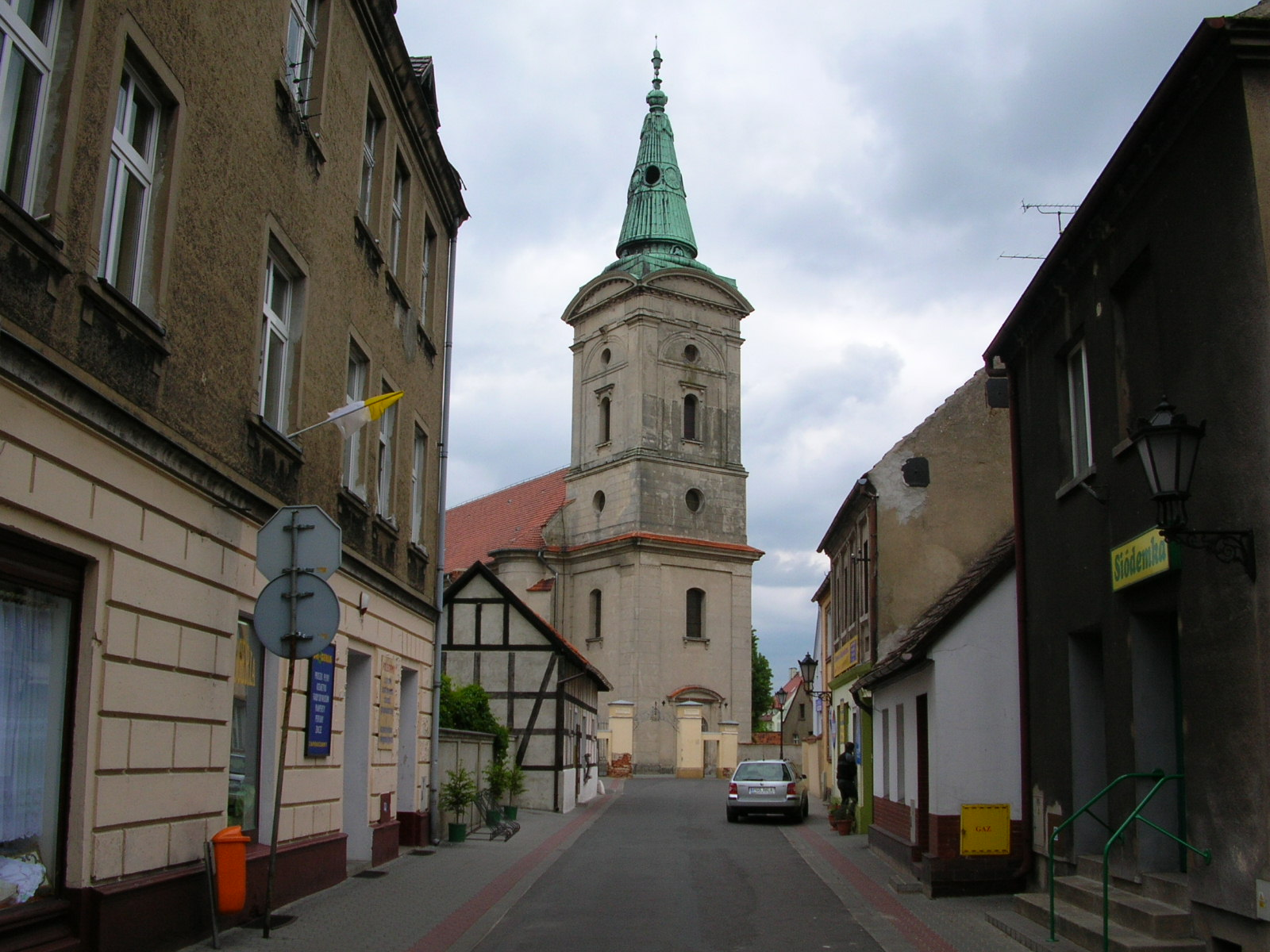
Kościół pw. Narodzenia NMP

- zespół kościoła parafialnego pw. Narodzenia NMP w Poniecu[13] – kościół murowany I poł. XV wieku, przebudowany w 1786 r., z bogatym wyposażeniem z XV-XVIII wieku[2]. Zabytkiem jest również brama w ogrodzeniu[13].
- murowany ratusz z 1843 r.[13] Budowę rozpoczęto 6 września 1842 roku, a ratusz został oddany do użytku 15 października 1843 roku. Na ratuszowej wieży umieszczono zegar przeniesiony z wieży kościoła rzymskokatolickiego, a w 1875 roku zlecono jednemu z głogowskich zegarmistrzów budowę nowego zegara na potrzeby ponieckiego ratusza. U wejścia do ratusza umieszczono w 1777 roku wagę miejską z kamiennymi odważnikami[2].
- zespół dawnego szpitala Zgromadzenia Sióstr Miłosierdzia w Poniecu (szpital z kaplicą z 1888 i dom sióstr z 1896 roku)[13].
- szachulcowe domy w Rynku z przełomu XVIII i XIX wieku (numery: 4, 6, 9, 26, 27, 28 i 30)[13].
- szczytowy drewniany dom z II poł. XVIII wieku, z podcieniami (ul. Bojanowska 1 / Rynek 31)[13][1], zrekonstruowany w 1958 roku[2].
- zespół dawnego kościoła protestanckiego w Poniecu z 1864 roku w stylu neogotyckim – obecnie kościół rzymskokatolicki pw. Chrystusa Króla.

## Oświata
- Przedszkole Samorządowe w Poniecu (ul. Kościuszki 7)
- Szkoła Podstawowa im. ppłk. Bernarda Śliwińskiego w Poniecu (dawniej mjra Henryka Sucharskiego). Budynek A i B ul. Szkolna 8, Budynek C ul. Krobska 16.

## Instytucje muzyczne i kulturalne
W Poniecu działa Gminne Centrum Kultury oraz Biblioteka Publiczna Miasta i Gminy. Gminne Centrum Kultury prowadzi wiele imprez sportowo-kulturalnych na terenie miasta i gminy, a także aktywnie uczestniczy w życiu kulturalnym mieszkańców miasta poprzez organizowanie zajęć, kółek zainteresowań, sekcji. Przy GCK działa Dziecięco-Młodzieżowa Orkiestra Dęta, Sekcja Plastyczna, Sekcja Modelarska oraz Sekcja Taneczna (Zespół „Natia”).

## Komunikacja
Szlaki komunikacyjne:
- linia kolejowa nr 14: Łódź Kaliska – Forst-Baršć